# 橋内優也
橋内 優也（はしうち ゆうや、1987年7月13日 - ）は、滋賀県栗東市出身の元プロサッカー選手、サッカー指導者。現役時のポジションはディフェンダー。
元サッカー選手の橋内竜真は実弟。

## 来歴
中学時代までは地元滋賀県でサッカーをしていたが、高校は福岡県の東海大学付属第五高等学校（現・東海大学付属福岡高校）に越境入学。同期に藤田直之、実弟の竜真も同校出身。高校時代から持ち前の身体能力を活かしてDFだけでなくFWとしても活躍。2年時の2004年にサンフレッチェ広島ユースと対戦、同チームで最も才能を評価されていた前田俊介をマンマークしたプレーぶりが評価され、広島に入団するきっかけとなった。
2006年、サンフレッチェ広島に入団、同期は柏木陽介・槙野智章・趙佑鎮。同シーズン4月から暫定で監督を務めた望月一頼は、橋内をプレス要員としてFWで起用。同年5月3日J1対大宮アルディージャ戦にてFWとして出場、広島のシーズン初勝利に貢献した。
監督がミハイロ・ペトロヴィッチに交代した以降は右CBあるいは右アウトサイドとしてプレーしたが、怪我がちで出場機会に恵まれなかった。2008年末、移籍を前提に他チームに練習参加していたがまとまらなかった。翌2009年、引き続き広島に在籍、同年6月3日に若手主体となったナビスコ杯対大分トリニータ戦にてプロ初得点を決める。
2009年9月より、JFL・ガイナーレ鳥取へ期限付き移籍。センターバックとしてすぐにレギュラーを掴み、DFながら10試合で4得点を挙げる活躍を見せたものの、チームのJ2昇格には貢献できなかった。
2010年より、徳島ヴォルティスへ期限付き移籍。2011年より、同チームへ完全移籍。
2017年、松本山雅FCへ完全移籍。
2025年1月5日、現役引退並びに松本山雅FCアカデミーロールモデルコーチに就任。

## 人物
50m走は5秒台、垂直跳びで75cm以上飛べる、高い身体能力を持ち合わせた選手。基本ポジションはセンターバックや右サイドバックだが、FWとしても起用された事がある。
若手のリーダー役として、Jサテライトリーグでキャプテンを務めた。
顔が実年齢よりもかなり老けて見えるため、18歳でサンフレッチェ広島に入団した当初から「おっさん」の愛称で呼ばれている。本人も悪い気はしていない が、松本山雅FC移籍後の新体制発表会では「奥さんが悲しむので『ハシ』と呼んでください。」「おっさん以外なら何でもいいです。お父さんなら大丈夫です。」と答えている。

## エピソード
- なだぎ武がTwitterで「顔が自分に似ているらしいサッカー選手」として、橋内を挙げたことがある。

## 所属クラブ
- 草津FC
- 2000年 - 2002年 栗東市立栗東西中学校(滋賀県)
- 2003年 - 2005年 東海大学付属第五高等学校(福岡県)
- 2006年 - 2010年  サンフレッチェ広島
  - 2009年9月 - 同年12月  ガイナーレ鳥取 (期限付き移籍)
  - 2010年  徳島ヴォルティス (期限付き移籍)
- 2011年 - 2016年  徳島ヴォルティス
- 2017年 - 2024年  松本山雅FC

## 個人成績
| 国内大会個人成績 | 国内大会個人成績 | 国内大会個人成績 | 国内大会個人成績 | 国内大会個人成績 | 国内大会個人成績 | 国内大会個人成績 | 国内大会個人成績 | 国内大会個人成績 | 国内大会個人成績 | 国内大会個人成績 | 国内大会個人成績 |
| 年度             | クラブ           | 背番号           | リーグ           | リーグ戦         | リーグ戦         | リーグ杯         | リーグ杯         | オープン杯       | オープン杯       | 期間通算         | 期間通算         |
| 年度             | クラブ           | 背番号           | リーグ           | 出場             | 得点             | 出場             | 得点             | 出場             | 得点             | 出場             | 得点             |
| 日本             | 日本             | 日本             | 日本             | リーグ戦         | リーグ戦         | リーグ杯         | リーグ杯         | 天皇杯           | 天皇杯           | 期間通算         | 期間通算         |
| ---------------- | ---------------- | ---------------- | ---------------- | ---------------- | ---------------- | ---------------- | ---------------- | ---------------- | ---------------- | ---------------- | ---------------- |
| 2006             | 広島             | 26               | J1               | 1                | 0                | 2                | 0                | 0                | 0                | 3                | 0                |
| 2007             | 広島             | 26               | J1               | 0                | 0                | 0                | 0                | 0                | 0                | 0                | 0                |
| 2008             | 広島             | 26               | J2               | 2                | 0                | -                | -                | 0                | 0                | 2                | 0                |
| 2009             | 広島             | 26               | J1               | 1                | 0                | 1                | 1                | 0                | 0                | 2                | 1                |
| 2009             | 鳥取             | 26               | JFL              | 10               | 4                | -                | -                | -                | -                | 10               | 4                |
| 2010             | 徳島             | 26               | J2               | 6                | 0                | -                | -                | 0                | 0                | 6                | 0                |
| 2011             | 徳島             | 26               | J2               | 11               | 0                | -                | -                | 1                | 0                | 12               | 0                |
| 2012             | 徳島             | 3                | J2               | 25               | 3                | -                | -                | 0                | 0                | 25               | 3                |
| 2013             | 徳島             | 26               | J2               | 13               | 1                | -                | -                | 0                | 0                | 13               | 1                |
| 2014             | 徳島             | 26               | J1               | 23               | 2                | 1                | 0                | 0                | 0                | 24               | 2                |
| 2015             | 徳島             | 26               | J2               | 17               | 1                | -                | -                | 0                | 0                | 17               | 1                |
| 2016             | 徳島             | 26               | J2               | 29               | 1                | -                | -                | 1                | 0                | 30               | 1                |
| 2017             | 松本             | 31               | J2               | 41               | 1                | -                | -                | 0                | 0                | 41               | 4                |
| 2018             | 松本             | 31               | J2               | 34               | 0                | -                | -                | 1                | 0                | 35               | 0                |
| 2019             | 松本             | 31               | J1               | 27               | 0                | 0                | 0                | 0                | 0                | 27               | 0                |
| 2020             | 松本             | 31               | J2               | 25               | 0                | 1                | 0                | -                | -                | 26               | 0                |
| 2021             | 松本             | 13               | J2               | 21               | 1                | -                | -                | 1                | 0                | 22               | 1                |
| 2022             | 松本             | 13               | J3               | 13               | 0                | -                | -                | 2                | 0                | 15               | 0                |
| 2023             | 松本             | 13               | J3               | 20               | 0                | -                | -                | -                | -                | 20               | 0                |
| 2024             | 松本             | 13               | J3               | 11               | 0                | 0                | 0                | -                | -                | 11               | 0                |
| 通算             | 日本             | 日本             | J1               | 52               | 2                | 4                | 1                | 0                | 0                | 56               | 3                |
| 通算             | 日本             | 日本             | J2               | 224              | 8                | 1                | 0                | 4                | 0                | 229              | 8                |
| 通算             | 日本             | 日本             | J3               | 44               | 0                | -                | -                | 2                | 0                | 46               | 0                |
| 通算             | 日本             | 日本             | JFL              | 10               | 4                | -                | -                | 0                | 0                | 10               | 4                |
| 総通算           | 総通算           | 総通算           | 総通算           | 330              | 14               | 5                | 1                | 6                | 0                | 341              | 15               |

その他公式戦
- 2013年
  - J1昇格プレーオフ 2試合0得点
- 初ベンチ入り：2006年4月26日 ナビスコカップ ジェフユナイテッド千葉戦 (広島スタジアム)
- プロ初出場：2006年5月3日 J1第11節 大宮アルディージャ戦 (駒場スタジアム)
  - 75分 佐藤寿人に代わり途中出場、81分 八田康介に途中交代
- プロ初得点：2009年6月3日ナビスコカップ 大分トリニータ戦 (九州石油ドーム)
  - 先発フル出場、39分ゴール
- Jリーグ初得点：2012年7月8日 J2第23節 アビスパ福岡戦 (レベルファイブスタジアム)

## 代表・選抜歴
- 国民体育大会 福岡県代表 (2004年、2005年)
- U-18日本代表候補 (2005年)